# I Took a Pill in Ibiza
I Took a Pill in Ibiza è un singolo del cantante statunitense Mike Posner, pubblicato il 24 luglio 2015 come primo singolo estratto dal secondo album in studio At Night, Alone..
Il brano è stato reinciso come remix dal duo dance di produttori norvegesi SeeB.

## Descrizione
Parlando della nascita di I Took a Pill in Ibiza, Mike ha detto:

## Tracce
- Download digitale

1. I Took a Pill in Ibiza (SeeB Remix) — 3:19

- CD

1. I Took a Pill in Ibiza (SeeB Remix) — 3:18
2. I Took a Pill in Ibiza — 4:43

## Classifiche

### Classifiche settimanali
| Classifiche (2016) | Posizione massima |
| ------------------ | ----------------- |
| Australia          | 5                 |
| Austria            | 4                 |
| Belgio (Fiandre)   | 1                 |
| Belgio (Vallonia)  | 1                 |
| Canada             | 2                 |
| Danimarca          | 4                 |
| Finlandia          | 7                 |
| Francia            | 6                 |
| Germania           | 5                 |
| Irlanda            | 1                 |
| Italia             | 7                 |
| Lussemburgo        | 5                 |
| Norvegia           | 1                 |
| Nuova Zelanda      | 3                 |
| Paesi Bassi        | 1                 |
| Regno Unito        | 1                 |
| Spagna             | 8                 |
| Stati Uniti        | 4                 |
| Svezia             | 7                 |
| Svizzera           | 4                 |

### Classifiche di fine anno
| Classifica (2016) | Posizione |
| ----------------- | --------- |
| Brasile           | 15        |
| Classifica (2017) | Posizione |
| Brasile           | 198       |